# Neil Ashcroft
Neil W. Ashcroft (Londres, 27 de novembre de 1938 – 15 de març de 2021) fou un físic britànic especialitzat en la física de l'estat sòlid.
Ashcroft va completar la seva carrera a la Universitat de Nova Zelanda (obtenint un Bachelor l'any 1958), i va rebre el seu doctorat l'any 1964 a la Universitat de Cambridge. Va completar la seva recerca post-doctoral a la Universitat de Chicago i a la Universitat Cornell, on va convertir-se en professor l'any 1975. L'any 1990 va ser nomenat Horace White Professor of Physics, i va ser elegit com a professor emèrit l'any 2006. Va ser el director del Laboratory for Atomic and Solid State Physics a la Universitat Cornell (1979-1984), el director del Cornell Center for Materials Research (1997-2000), i el director adjunt de la High Energy Synchrotron Source (1990-1997).
Entre els anys 1986 i 1987, Ashcroft va servir com a cap de la divisió de matèria condensada de la American Physical Society. Des de l'any 1997, va ser un membre de l'Acadèmia Nacional de Ciències dels Estats Units.
El seu llibre de text sobre la física de l'estat sòlid, escrit juntament amb N. David Mermin, és el text de referència del camp.

## Llibres destacats
- amb N. David Mermin: Solid State Physics. Holt, Rinehart and Winston, New York NY u. a. 1976, ISBN 0-03-049346-3.